# Coryphantha pallida
Coryphantha pallida, conocido comúnmente como chinche de coneja, es una especie de planta suculenta perteneciente al género Coryphantha, dentro de la familia Cactaceae. Es endémica de México (concretamente desde el estado de Veracruz hasta Puebla y Oaxaca).

## Descripción
Coryphantha pallida es una especie de cactus de crecimiento lento, que crece tanto de forma solitaria como formando grupos de unas 10 o más cabezas. Los tallos van de globosos a obovados, son cortos y gruesos. La epidermis es de color verde grisácea glauca o azulada, miden de 8 a 12 cm de diámetro y de 5 a 13 cm de alto.
Los tallos están cubiertos de tubérculos muy juntos, cortos y con forma de romboide en la base. Miden hasta 1 cm de largo, están dispuestos de 8 a 13 filas y presentan un surco que se extiende casi hasta la base de los mismos. Tienen mucha lana blanquecina en el ápice o en las axilas cuando son jóvenes, pero con el tiempo se vuelven desnudos.
En la punta de los tubérculos se asientan las areolas con las espinas. Entre ellas se distinguen generalmente 3 espinas centrales negras o blanquecinas con la punta negra, de hasta 1,5 cm de largo, (las dos superiores son más o menos erectas y la inferior, recta o curvada hacia abajo). También tienen 20 o más espinas radiales blancas ligeramente dobladas y aplanadas contra la superficie del tallo, de 0,8 a 1,2 cm de largo.

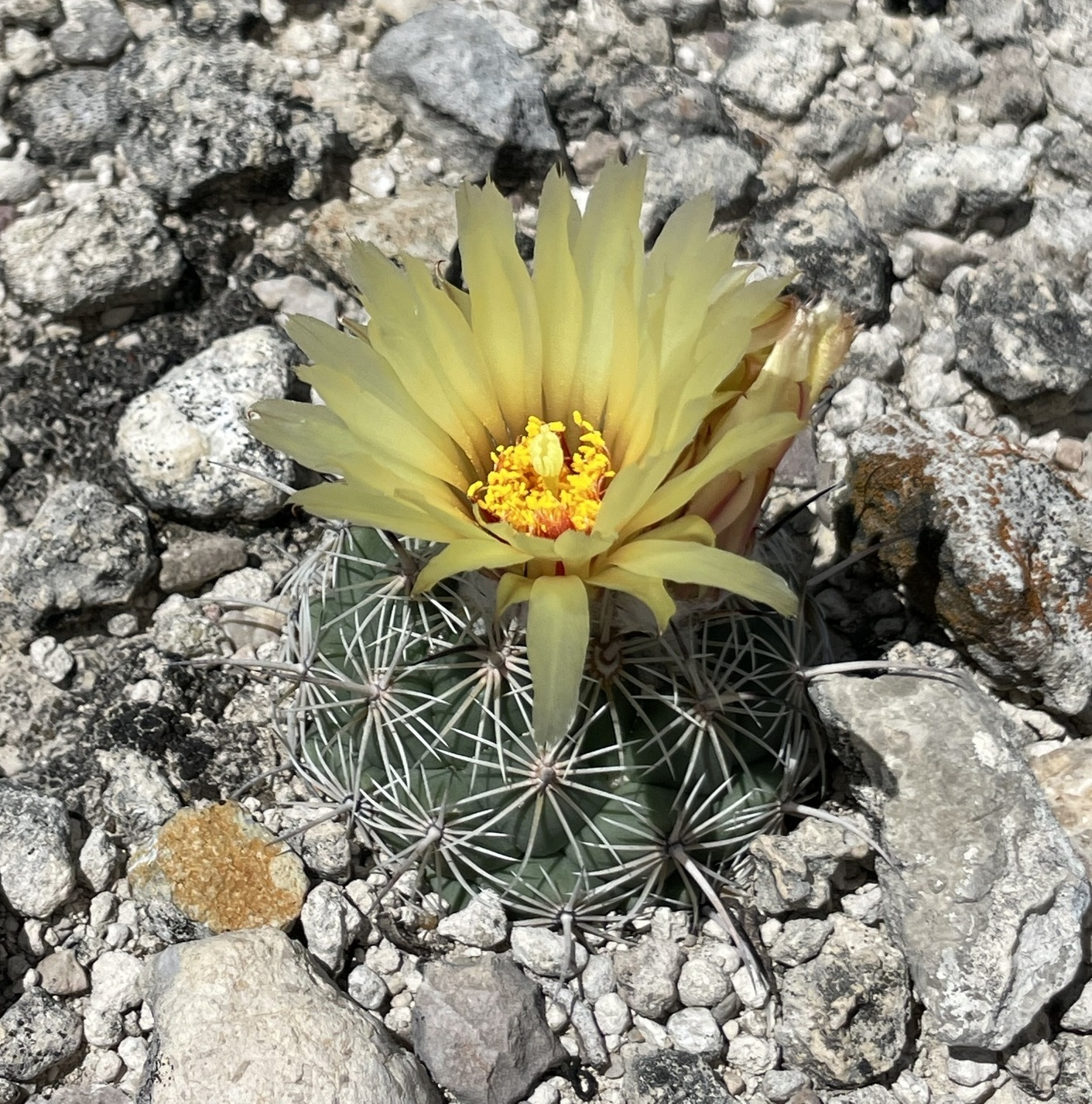
Detalle de la flor

Las flores son muy grandes, de color amarillo limón pálido, de 6 a 7 cm de largo y de diámetro. Tienen el perianto externo con segmentos estrechos de color amarillo verdoso y con una franja rojiza en el dorso. En el caso del perianto interno, los segmentos son de color amarillo limón pálido y son más anchos que los externos. El ovario presenta pocas escamas estrechas y los estambres son numerosos y de color rojo oscuro. El estilo es de color amarillo y más largo que los estambres, y el estigma presenta 9 lóbulos.
Los frutos son de color marrón verdoso y miden hasta 2 cm de largo. En su interior contienen semillas de color marrón brillante, mide de 1,5 a 2 mm largo y alrededor de 1,3 mm ancho.

## Distribución y hábitat

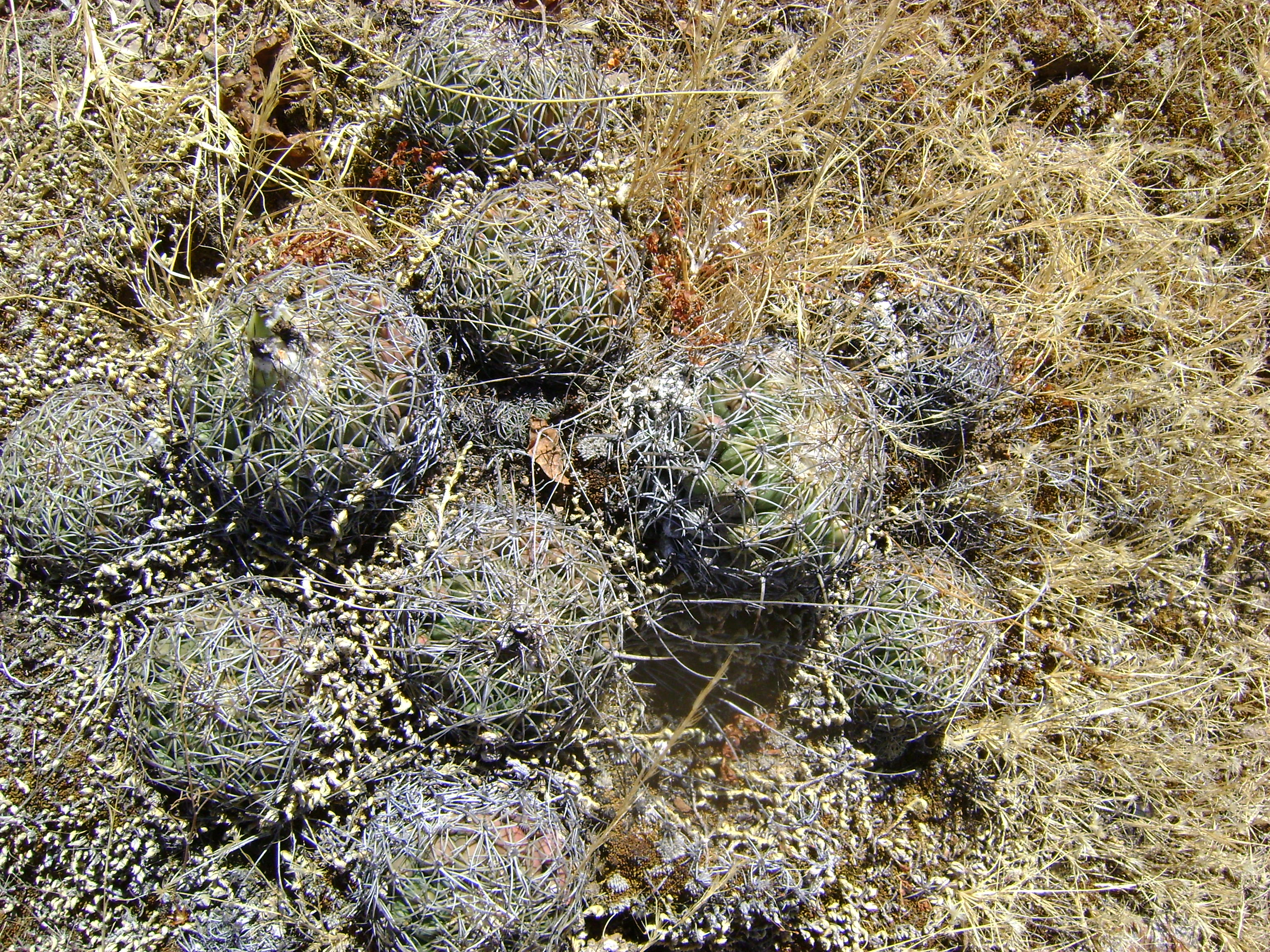
Plantas creciendo en grupo

El área de distribución nativa de esta especie es México (concretamente desde el estado de Veracruz hasta Puebla y Oaxaca) y crece principalmente en biomas desérticos o de matorral seco.
Se desarrolla a elevaciones de 1000 a 2450 m s. n. m. (metros sobre el nivel del mar), en laderas y colinas bajas, principalmente sobre grava calcárea aluvial. Requiere de precipitaciones de entre 300 y 700 mm anuales y temperaturas promedio de 18 °C, aunque es tolerante a heladas ligeras. A menudo se asocia con Mammillaria napina, Mammillaria haageana, Mammillaria zephyranthoides y Ferocactus latispinus.

## Taxonomía
Coryphantha pallida fue descrita por los botánicos estadounidenses Nathaniel Lord Britton y Joseph Nelson Rose y publicada por primera vez en el libro The Cactaceae; descriptions and illustrations of plants of the cactus family 4: 40 en el año 1923.
Etimología
- Coryphantha: nombre genérico que deriva del griego coryphe (que significa ‘cima’ o ‘cabeza’), y anthos (que significa ‘flor’), haciendo referencia a que las flores aparecen en el ápice de los tallos.
- pallida: epíteto específico latino que significa ‘pálido’, haciendo referencia al color pálido de las flores.[4]

### Subespecies
Actualmente se distinguen dos subespecies:
| Imagen | Subespecie                                                                                      | Descripción | Distribución                       |
| ------ | ----------------------------------------------------------------------------------------------- | --- | ---------------------------------- |
|        | Coryphantha pallida subsp. calipensis (Bravo ex Arias, U.Guzmán & S.Gama) R.F.Dicht & A.D.Lüthy | Presenta tubérculos más grandes, menos espinas radiales y más cortas, y muestra un marcado hábito de agrupamiento. | México (Puebla y Oaxaca)           |
|        | Coryphantha pallida subsp. pallida                                                              | Presenta tubérculos más pequeños, más espinas radiales y más largas, y crece de forma solitaria o en grupos.       | México (Veracruz, Puebla y Oaxaca) |

Sinonimia
- Sinónimos de Coryphantha pallida subsp. calipensis:
  - Coryphantha calipensis Bravo ex Arias, U.Guzmán & S.Gama, 1992
  - Coryphantha pycnacantha var. calipensis (Bravo ex Arias, U.Guzmán & S.Gama) L.U.Guzmán, 1997

- Sinónimos de Coryphantha pallida subsp. pallida:
  - Cactus loricatus (Mart. ex Pfeiff.) Kuntze, 1891
  - Coryphantha loricata (Mart. ex Pfeiff.) Lem., 1868
  - Coryphantha pallida subsp. pseudoradians (Bravo) U.Guzmán & Vázq.-Ben., 2003
  - Coryphantha pseudoradians Bravo, 1954
  - Coryphantha radians var. pseudoradians (Bravo) Bravo, 1982
  - Coryphantha reduncispina Boed., 1933
  - Echinocactus loricatus Poselg., 1853
  - Mammillaria heteracantha Mart. ex Pfeiff., 1837
  - Mammillaria loricata Mart. ex Pfeiff., 1837

## Estado de conservación

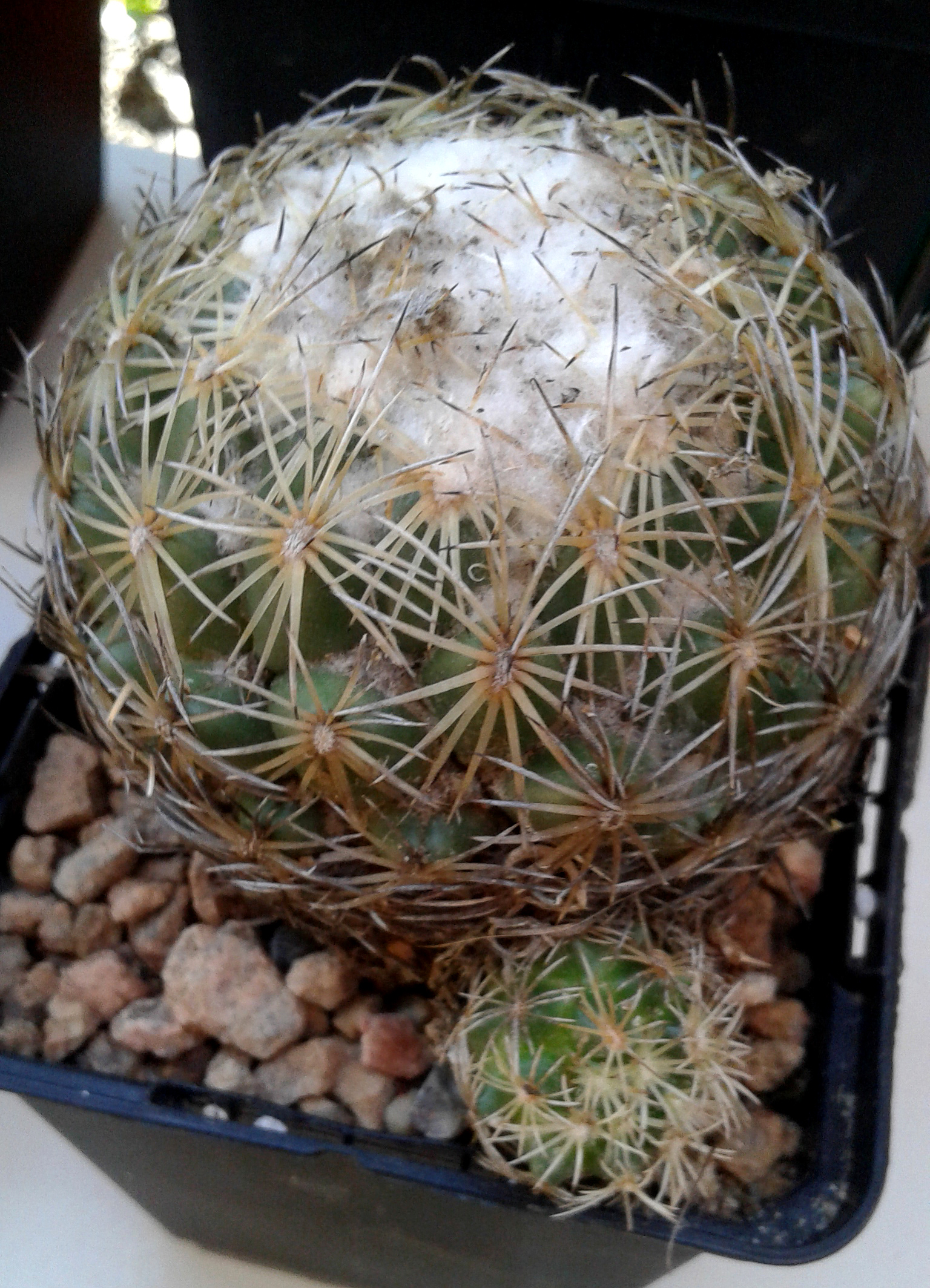
Cultivo en maceta

En la Lista Roja de Especies Amenazadas de la UICN, la especie está clasificada como de “Preocupación Menor (LC)”.
Las principales amenazas que sufre la especie se deben a la erosión hidráulica y la degradación química, física y biológica debido a la minería, la agricultura y la ganadería. Además, sufren de recolección ilegal ya que esta especie es muy popular por sus atractivas flores y sus poblaciones están en declive debido a la recolección de plantas, especialmente de ejemplares de mayor tamaño.

## Usos
Se cultiva principalmente como planta ornamental y su propagación se realiza a través de esquejes o semillas.